# Enea Silvio Piccolomini (cardinal)
Enea Silvio Piccolomini (né le 22 août 1709 à Sienne, en Toscane, Italie, alors dans le grand-duché de Toscane et mort le 18 novembre 1768 à   Rome) est un cardinal italien du XVIIIe siècle. Il est de la famille des papes Pie II et Pie III et des cardinaux Giovanni Piccolomini (1517), Celio Piccolomini (1664) et Giacomo Piccolomini (1844).

## Biographie
Piccolomini est secrétaire des lettres latines, clerc à la Chambre apostolique, gouverneur de Rome et vice-camerlingue de la Sainte Église.
Le pape Clément XIII le crée cardinal lors du consistoire du 24 septembre 1759. Le cardinal Piccolomini est nommé légat apostolique en Romagne en 1768, mais meurt la même année.

### Sources
- Fiche du cardinal sur le site fiu.edu